# Mimosa imbricata
Mimosa imbricata är en ärtväxtart som beskrevs av George Bentham. Mimosa imbricata ingår i släktet mimosor, och familjen ärtväxter.

## Underarter
Arten delas in i följande underarter:
- M. i. imbricata
- M. i. multijuga